# Дисоціативна амнезія
Дисоціативна амнезія (англ. dissociative amnesia або psychogenic amnesia) — один із видів дисоціативних розладів, при якому пацієнт втрачає пам'ять про події переважно особистого характеру, при цьому здатність сприймати нову інформацію зберігається. Період втрати пам'яті триває від годин до років і десятиліть. Відрізняється від органічної амнезії тим, що дисоціативна амнезія є наслідком стресу або психологічної травми, а не структурного пошкодження чи ураження мозку.
Згідно з DSM-5, дисоціативну фугу відносять до дисоціативної амнезії.